# Нісіката

36°27′59″ пн. ш. 139°44′41″ сх. д. / 36.46639° пн. ш. 139.74472° сх. д.
Нісіка́та (яп. 西方町, にしかたまち, МФА: [ɲiɕi̥kata mat͡ɕi̥]) — містечко в Японії, в повіті Камі-Цуґа префектури Тотіґі. Станом на 1 жовтня 2008 площа містечка становила 32,00 км². Станом на 1 січня 2009 населення містечка становило 6776 осіб.